# ARM Neoverse
ARM Neoverseは、Armホールディングスがライセンスしている、64ビットARMプロセッサーコアのグループである。これらのコアはデータセンター、エッジコンピューティング、ハイパフォーマンス・コンピューティングの用途のために開発された。Neoverseグループには、ARM Neoverse Vシリーズ、ARM Neoverse Nシリーズ、ARM Neoverse Eシリーズが含まれる。

## Neoverse Vシリーズ
Neoverse Vシリーズのプロセッサーは、ハイパフォーマンス・コンピューティングを目的としている。

### Neoverse V1
Neoverse V1（コードネームZeus）は、Cortex-X1の派生で、ARMv8.4-A命令セットとARMv8.6-Aの一部を実装している。2020年9月22日にArmによって正式に発表された。TSMCの7nmプロセスで最初に実装されたと言われている。X1からの変更の1つは、SVE 2x256-bitをサポートしていることである。
The Next Platformによると、AWS Graviton3はNeoverse V1を基に設計されている。

### Neoverse V2
Neoverse V2（コードネームDemeter）は、ARM Cortex-X3の派生で、ARMv9.0-A命令セットを実装している。2022年9月14日にArmによって正式に発表された。NVIDIA Grace、AWS Graviton4、Google AxionはNeoverse V2を基に設計されている。
以下は、Neoverse V1からの大きな変更点である。
- BTB capacity: 12K entries
- TAGE predictor: 8-table
- micro-op cache: 1536 entries (reduced for efficiency)
- Decode width: 6
- Rename / Dispatch width: 8
- ROB: 320 entry
- Execution ports: 15
- L2 cache: 1024-2048 KB per core
- CMN-700 mesh interconnect
  - Up to 256 cores per die
  - Up to 512 MB SLC
  - Up to 4 TB/s bandwidth

### Neoverse V3
Neoverse V3（コードネームPoseidon）は、ArmによってV2とE2の発表とともに予告された。DDR5、PCIe gen6、CXL 3.0を含むシステムを対象としている。コードネームPoseidonは、もともと現在V1であるZeusの後継世代として使用されており、2021年に5nmノードを目標にしていた。

## Neoverse Nシリーズ
Neoverse Nシリーズはデータセンター用途を目的としているプロセッサーである。

## Neoverse Eシリーズ
Neoverse Eシリーズプロセッサは、エッジコンピューティングを目的としている。少ない消費電力でデータスループットが増加するように設計されている。

## 行列乗算の理論性能
|                       | INT8 | BF16 | FP32 | FP64 |
| --------------------- | ---- | ---- | ---- | ---- |
| Neoverse N1           | 64   | 32   | 16   | 8    |
| Neoverse N2           | 128  | 64   | 16   | 8    |
| Neoverse V1           | 256  | 128  | 32   | 16   |
| Intel 3rd Gen Xeon SP | 256  | -    | 64   | 32   |
| Intel 4th Gen Xeon SP | 2048 | 1024 | 64   | 32   |